# Misery Business
Misery Business je prvi singl s albuma Riot, američkog pop punk sastava Paramore. "Misery Business" je također i treći video uradak sastava. Video je bio nominiran u kategoriji za najbolji video.
Singl je izašao 10. srpnja 2007. u SAD-u, a 6. siječnja 2008. u Europi.

## Uspjeh na ljestvicama
Pjesma je debitirala na 99. mjestu na ljestvici Billboard Hot 100 u SAD-u 25. lipnja 2007. godine. Popela se do 85. mjesta sljedećeg tjedna, najviša pozicija singla na ljestvici bila je 26. Pjesma se također plasirala na britanskoj ljestvici na 17. mjestu.

## Popis pjesama
SAD CD singl
1. "Misery Business" - 3:18
2. "Stop This Song (Love Sick Melody)" - 3:23

Vinil 1
1. "Misery Business" - 3:18
2. "My Hero" (electronic mix) - 3:39

Vinil 2
1. "Misery Business" - 3:18
2. "Sunday Bloody Sunday" - 4:20

Australski CD singl
1. "Misery Business" - 3:18
2. "My Hero" (electronic mix) - 3:39
3. "Stop This Song (Love Sick Melody)" - 3:23

Vinil disk
- CD side:

1. "Misery Business"

- Vinyl side:

1. "This Circle"

## Ljestvice
| Ljestvica                             | Najviša pozicija |
| ------------------------------------- | ---------------- |
| Australija                            | 65               |
| Kanada                                | 67               |
| Nizozemska                            | 28               |
| Njemačka                              | 79               |
| SAD Billboard Hot 100                 | 26               |
| SAD Billboard Hot Adult Top 40 Tracks | 31               |
| SAD Billboard Hot Modern Rock Tracks  | 3                |
| SAD Billboard Pop 100                 | 16               |
| SAD Billboard Top 40 Mainstream       | 12               |
| Ujedinjeno Kraljevstvo                | 17               |

## Povijest objavljivanja
| Država                 | Datum             | Verzija    |
| ---------------------- | ----------------- | ---------- |
| SAD                    | 10. srpnja 2007.  | originalna |
| Irska                  | 6. siječnja 2008. | re-izdanje |
| Ujedinjeno Kraljevstvo | 6. siječnja 2008. | re-izdanje |